# Setaria italica
Espèce
Classification phylogénétique

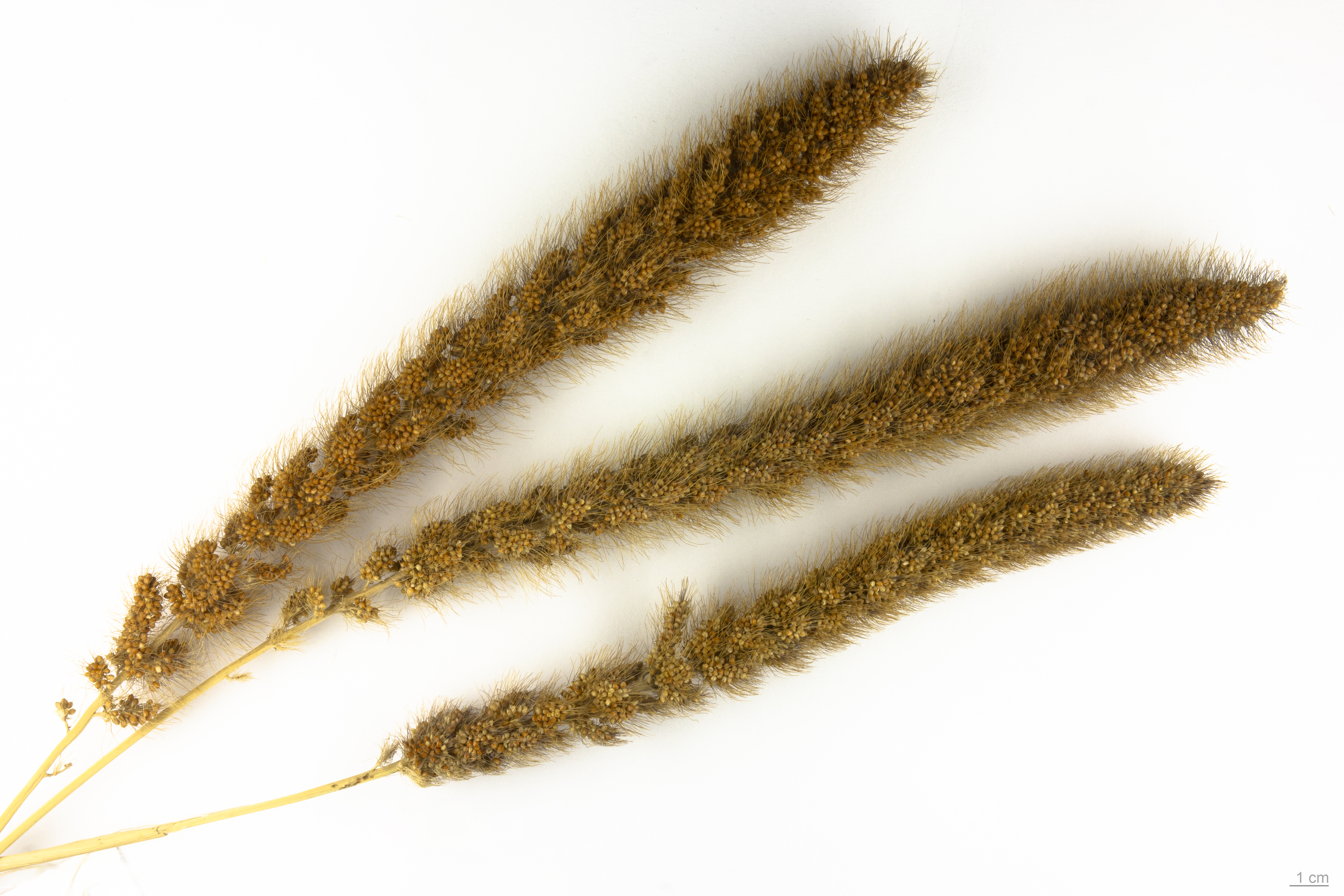
Setaria italica - Muséum de Toulouse

La sétaire d'Italie (Setaria italica) également appelée « panis », « millet des oiseaux » ou « petit mil » est une plante de la famille des Poacées (graminées), cultivée comme céréale pour ses graines. Le nom vernaculaire « millet des oiseaux » désigne aussi ses graines, qui servent notamment à l'alimentation des oiseaux domestiques.
Plante annuelle à tiges droites et robustes, de 60 cm à 1,5 m de haut. Feuilles effilées de 10 à 20 mm de large, à gaine velue. Inflorescence en panicule dense de 20 à 30 cm de long. Ne forme pas de touffe. Les épis ne s'agrippent pas.
Origine probable : Inde ou Chine. Répandue dans le monde entier par la culture, parfois subspontanée. Importance économique marginale ; les autochtones en font de la bière traditionnelle appelée jann en Inde. La Chine est le principal producteur.

## Utilisation
- Alimentation humaine : culture vivrière en Asie du Sud-Est (Chine, Inde, Birmanie),Taïwan et en Afrique, consommée sous forme de bouillie ou de pain.
- Alimentation des oiseaux : graines pour oiseaux de volière .
- Alimentation du bétail : fourrage pour le bétail. C'est un fourrage d'été à pousse rapide, utilisable en pâturage, ensilage ou foin. On utilise la sous-espèce moharia, couramment appelée moha. Il peut être cultivé en association avec un trèfle incarnat ou un trèfle d'Alexandrie.

## Sous-espèces, variétés, formes
- Setaria italica f. breviseta Hubbard
- Setaria italica f. breviseta F.T.Hubb.
- Setaria italica var. brunneoseta F.T.Hubb.
- Setaria italica subsp. colchica I.I.Maisaya & Gorgidze
- Setaria italica subvar. densior F.T.Hubb.
- Setaria italica subvar. germanica F.T.Hubb.
- Setaria italica var. hostii F.T.Hubb.
- Setaria italica f. macrochaeta Farw.
- Setaria italica subvar. metzgeri Hubbard
- Setaria italica f. metzgeri Farw.
- Setaria italica f. mitis F.T.Hubb.
- Setaria italica subsp. moharia (Alef.) H.Scholz
- Setaria italica f. praecox Farw.
- Setaria italica subsp. pycnocoma (Steud.) J.M.J.De Wet
- Setaria italica var. stramineofructa L.H.Bailey
- Setaria italica subsp. viridis (L.) Thell.